# 環太平洋柔道選手権大会
環太平洋柔道選手権大会（かんたいへいようじゅうどうせんしゅけんたいかい）は、太平洋に面した国と地域が参加する柔道の国際大会である。

## 概要
1980年から始まり、1981年以降は隔年で開催される。当初は太平洋招待柔道選手権大会と称されていた。また、この大会は1980年という比較的早い時期から男女共催で大会が開催されていた。日本の女子選手が初めて国際大会に出場したのは第1回のこの大会である。しかし、山口香や竪石洋美が3位となったものの、金メダル獲得はならなかった。名古屋で開催された第2回大会の61kg級で三井建設の笹原美智子が優勝したことにより、日本の女子選手として初となる国際大会での金メダル獲得となった。さらに、72kg級で鈴木金属の佐藤広世と中部柔道専門学校の加藤律子が決勝に進んだことで、国際大会初の日本選手同士による決勝となった。

## 歴代開催地一覧
| 年   | 開催都市             | 開催国・地域         |
| ---- | -------------------- | -------------------- |
| 1980 | ホノルル             | アメリカ合衆国       |
| 1981 | 名古屋               | 日本                 |
| 1983 | 香港                 | 香港                 |
| 1985 | 東京                 | 日本                 |
| 1987 | コロラドスプリングス | アメリカ合衆国       |
| 1989 | 北京                 | 中国                 |
| 1991 | ホノルル             | アメリカ合衆国       |
| 1993 | オークランド         | ニュージーランド     |
| 1995 | シドニー             | オーストラリア       |
| 1997 | マカオ               | マカオ               |
| 1999 | 高雄                 | チャイニーズタイペイ |
| 2001 | サンノゼ             | アメリカ合衆国       |
| 2003 | マニラ               | フィリピン           |
| 2005 | 済州                 | 韓国                 |
| 2007 | マカオ               | マカオ               |
| 2009 | 台北                 | チャイニーズタイペイ |
| 2011 | ニューカレドニア     | ニューカレドニア     |
| 2014 | リッチモンド         | カナダ               |